# Monkayo
Monkayo est une localité de la province du Val de Compostelle, aux Philippines. En 2015, elle compte 94 908 habitants.